# Daniëlle de Bruijn

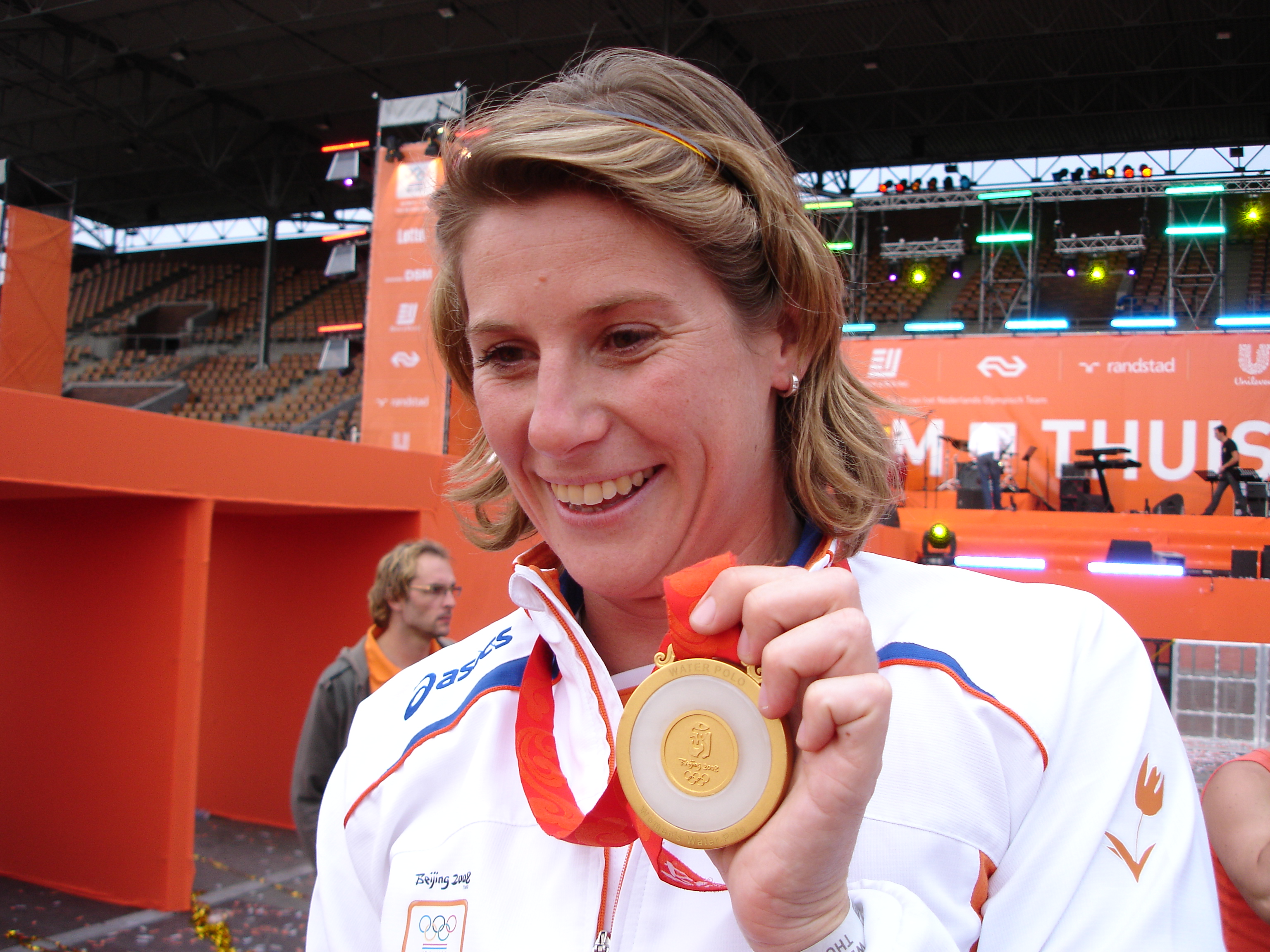
Daniëlle de Bruijn mit der olympischen Goldmedaille 2008

Daniëlle de Bruijn (* 13. Februar 1978 in Vlaardingen) ist eine ehemalige niederländische Wasserballspielerin. Sie gewann 2008 die olympische Goldmedaille und 1998 Weltmeisterschaftssilber. Außerdem war sie Europameisterschaftsdritte 1997 und Europameisterschaftszweite 1999.

## Sportliche Karriere
Die 1,72 m große Daniëlle de Bruijn gewann ihre erste internationale Medaille bei der Europameisterschaft 1997, als die niederländische Nationalmannschaft ihre Vorrundengruppe vor Russland und Italien gewann und im Viertelfinale die Französinnen mit 13:2 besiegte. Im Halbfinale unterlagen die Niederländerinnen den Italienerinnen nach Verlängerung, das Spiel um Bronze gewannen sie gegen Spanien. Im Jahr darauf bei der Weltmeisterschaft in Perth gewannen die Niederländerinnen ihre Vorrundengruppe, in dieser Gruppe wurden die Italienerinnen nur Vierte. Die Niederländerinnen erreichten das Finale durch Siege über die Mannschaften aus den Vereinigten Staaten und aus Russland. Im Finale trafen sie auf die Italienerinnen und unterlagen 6:7. Auch bei der Europameisterschaft 1999 gewannen die Niederländerinnen ihre Vorrundengruppe vor den Italienerinnen. Im Finale trafen die beiden Teams wieder aufeinander und die Italienerinnen gewannen nach Verlängerung.
Im Sommer 2000 stellte Daniëlle de Bruijn mit der niederländischen 4-mal-100-Meter-Freistilstaffel einen Europarekord auf. Bei der olympischen Premiere des Frauen-Wasserballs 2000 in Sydney trat sie allerdings wieder mit der Wasserball-Nationalmannschaft an. Die sechs teilnehmenden Mannschaften spielten in der Vorrunde alle gegeneinander. Nach dieser Vorrunde lagen die Niederländerinnen auf dem dritten Platz. Nach einer 5:6-Halbfinalniederlage gegen das US-Team verloren sie auch das Spiel um die Bronzemedaille mit 3:4 gegen die Russinnen. Daniëlle de Bruijn erzielte im Turnierverlauf elf Tore, nur in den beiden Spielen gegen die Russinnen ging sie leer aus.
Bei der Europameisterschaft 2001 erreichten die Niederländerinnen den fünften Platz. Daniëlle de Bruijn war mit 13 Treffern zweitbeste Torschützin des Turniers hinter der Ungarin Ágnes Primász. Nach einer Länderspielpause wurde sie sechs Jahre später mit der niederländischen Nationalmannschaft Neunte bei der Weltmeisterschaft 2007. Im Jahr darauf bei den Olympischen Spielen in Peking belegten die Niederländerinnen in ihrer Vorrundengruppe den dritten Platz hinter den Ungarinnen und den Australierinnen. Mit einem 13:11 im Viertelfinale gegen Italien und einem 8:7 gegen die Ungarinnen erreichten die Niederländerinnen das Finale gegen die Mannschaft aus den Vereinigten Staaten. Mit einem 9:8 im Finale gewannen die Niederländerinnen die Goldmedaille. Daniëlle de Bruijn erzielte im Finale sieben der neun Tore für die Niederländerinnen. Insgesamt warf sie im Turnierverlauf 17 Tore.
Daniëlle de Bruijn spielte den größten Teil ihrer Karriere beim GZC Donk in Gouda, mit dem sie auch mehrfach die niederländische Meisterschaft gewann. Dazwischen spielte sie zwei Jahre in Italien.